# کازوتو سکی
کازوتو سکی (انگلیسی: Kazuto Seki؛ زادهٔ ۱۱ سپتامبر ۱۹۷۵) قایقران قایق بادبانی اهل ژاپن است.